# Médecine comportementale
La médecine comportementale est une application aux modèles médicaux des acquis provenant des théories et pratiques du béhaviorisme. Son approche des causes des pathologies se fonde sur « les facteurs biologiques, les facteurs psychologiques individuels et les facteurs sociaux ».
Les applications de la médecine comportementales concernent :
- les addictions (alcoolisme, tabagisme, toxicomanies) ;
- les douleurs chroniques ;
- les troubles des conduites alimentaires (anorexie, boulimie) ;
- le cancer ;
- l'hypocondrie ;
- les somatisations ;
- l'incontinence.

## Pratique
Avec l’émergence de la troisième vague de thérapie comportementale et cognitive, la Médecine Comportementale connaît un essor nouveau du fait que cette approche apporte des outils thérapeutiques permettant l’intégration et le dépassement des états de maladie chronique. Ces outils sont dérivés par exemple des techniques comportementales contextuelles, des pratiques méditatives revisitées à la lumière des neurosciences ou des techniques instrumentales du biofeedback.